# Djebel al-Xams
Djebel al-Shams (o Gebel esh Shams) fou un llogaret d'Egipte uns 8 km al sud d'Abu Simbel que tenia la tomba d'un personatge anomenat Paser, virrei de Kus sota el regne d'Ai. El sepulcre fou desplaçat vers 1970 per la UNESCO a uns 5 km del seu antic emplaçament i fou salvat així de ser cobert per les aigües del Llac Nasser que van inundar el poble.